# Баклуши (Аркадакский район)
Баклуши — село в Аркадакском районе, Саратовской области, России.
Село входит в состав Большежуравского сельского поселения.

## География
Село расположено в 25 км от районного центра города Аркадак, и ближайшей железнодорожной станции Аркадак. В окрестностях села живописные прихоперские пойменные леса с многочисленными старицами и озёрами. Расположено на реке Хопёр, на высоте 163 м над уровнем моря. Близлежащие населённые пункты: село Красный Яр и село Большая Журавка.

## Население
| 2002 | 2010 |
| ---- | ---- |
| 590  | ↘458 |

## Истории села
Село Баклуши основано в 1730 году крестьянами — переселенцами из Владимирской и Пензенской губерний. Первоначально село носило имя Знаменское, позже в списке Балашовского уезда 1860 г. оно значится уже Баклуши (возможно, в связи со сменой владельца-помещика).
В селе был Храм в честь иконы Пресвятой Богородицы, именуемой «Знамение»
Престол: В честь иконы Пресвятой Богородицы, именуемой «Знамение».
Построен: В 1828 году.
Из истории: Каменная церковь с каменной же колокольней была построена в селе Баклуши Балашовского уезда Саратовской губернии в 1828 году тщанием прихожан. В 1907 году церковь была расширена. В штате причта состояли священник, диакон и псаломщик, проживавшие в общественных домах. В селе были церковная и земская школы.

## Происхождение названия села
Русское слово «баклуши» означает ямина с водой. Новое имя, скорее всего, было дано по географической примете: прихоперское село отличалось заливными местами — баклушами. Народный географический термин баклуша используется в саратовских районах как название оврага, балки, участка поля, участка леса в значении — ‘низменное место, котловина (овраг, балка, углубление) округлой формы, наполненные стоячей весенней водой’. Такие места были удобны для промысла, связанного с заготовками из мягкой древесины чурок-баклуш, которые шли на изготовление щепенной посуды.

## Знаменитые уроженцы
- Хохлов Петр Васильевич — Герой Советского Союза